# Málaga Club de Fútbol
Il Málaga Club de Fútbol, meglio noto come Malaga, è una società calcistica spagnola con sede nella città andalusa di Malaga. Milita nella Segunda División, la seconda serie del campionato di calcio spagnolo.
Il palmarès della squadra annovera una Coppa Intertoto, vinta nel 2002. Nella stagione 2012-2013 il club ha raggiunto uno storico piazzamento in UEFA Champions League alla sua prima ed unica partecipazione, arrivando ai quarti di finale.

## Storia
La società fu fondata nel 1904 con il nome di Málaga Foot-Ball Club e la sua storia è piuttosto complessa. Nel 1912 nacque infatti l'F.C. Malagueño, che fu poi rifondato nel 1923 attuando una fusione con altri 3 club: Victoria, España e Atlántida. Nel frattempo nel 1921 si era formato un nuovo club nella città, il Málaga F.C. e tra il 1923 e il 1933 si venne a creare una fortissima rivalità fra le due squadre cittadine, il Málaga e il Malagueño. La differenza fu però che il Málaga F.C. iniziò presto ad avere seri problemi economici e dopo aver conseguito il titolo di Real nel 1927, la squadra sparì nel 1930 per poi ritornare con il nome di Málaga Sport Club.
Nel 1933 Malagueño e Málaga S.C. si fusero sotto il nome di Club Deportivo Malacitano. Nel 1941 il club fu nuovamente ribattezzato come Club Deportivo Málaga e nel 1948 il C.D. Málaga acquistò i diritti federativi al Club Deportivo Santo Tomás per convertirlo in una sua filiale, nominandolo Club Atlético Malagueño. Questa mossa fu azzeccata in quanto nel 1992 il C.D. Málaga fallì ma poté continuare sotto il nome della sua filiale, Club Atlético Malagueño appunto, in quanto all'interno della Federación Española de Fútbol le due squadre avevano un numero di registro indipendente.
Nel 1994, infine, si registra il nuovo e definitivo cambio di nome nel momento in cui l'Atlético Malagueño divenne l'attuale Málaga Club de Fútbol S.A.D.

### Dagli anni duemiladieci ad oggi
L'11 giugno 2010 lo sceicco qatariota Abdullah bin Nasser bin Abdullah Al Ahmed Al Thani ufficializza l'acquisto della società. Nel mercato estivo spende circa 20 milioni di euro per la campagna acquisti, scegliendo Jesualdo Ferreira, già tre volte vincitore della massima divisione portoghese, come nuovo allenatore. Dopo sole nove giornate Ferreira viene però esonerato a causa dei risultati ottenuti, nonostante la qualità del gioco fosse apprezzabile, e al suo posto viene scelto Manuel Pellegrini, ex allenatore di Villarreal e Real Madrid; per facilitare il compito al nuovo allenatore e arrivare alla salvezza lo sceicco si concede alcuni acquisti importanti nel mercato invernale: Júlio Baptista dalla Roma, Sergio Asenjo in prestito dall'Atlético Madrid, Enzo Maresca da poco svincolatosi dall'Olympiacos, e Martín Demichelis dal Bayern Monaco.
Anche nell'estate 2011 lo sceicco rafforza la squadra, con gli innesti dell'esperto attaccante Van Nistelrooy, svincolatosi dall'Amburgo, il difensore centrale Joris Mathijsen sempre dal club anseatico, il trequartista Diego Buonanotte dal River Plate, il difensore Nacho Monreal dall'Osasuna, Joaquín e Isco dal Valencia e, infine, i centrocampisti Santi Cazorla e Jérémy Toulalan, rispettivamente dal Villarreal e dall'Olympique Lione. Durante la sessione invernale di calciomercato la squadra viene ulteriormente rinforzata con l'ingaggio del portiere Idriss Kameni.
Il 29 luglio 2012, lo sceicco manifesta improvvisamente la volontà di lasciare il club, causa alcuni screzi con le istituzioni politiche iberiche. A causa della crisi societaria la squadra viene parzialmente smantellata con le cessioni di Salomón Rondón (giovane talento esploso nella squadra nell'ultima stagione), Cazorla, Mathijsen e Maresca; tuttavia a fine mercato vengono acquistati, per la nuova stagione, i giocatori Javier Saviola, Roque Santa Cruz e Oguchi Onyewu.
Il 9 aprile 2013 il Malaga esce ai quarti di finale della Champions League; la squadra parte dai playoff che passa 2-0. Nel proprio girone arriva prima grazie a 12 punti, ottenuti da tre vittorie e tre pareggi. Agli ottavi perde l'andata 0-1 per poi rimontare al ritorno 2-0. Ai quarti pareggia 0-0 ma viene eliminata dopo la sconfitta per 2-3 subita in Germania dal Borussia Dortmund, anche se fino al 90º minuto la squadra vinceva 2-1, quando sarebbe bastato un pareggio, e si fa poi rimontare due gol in due minuti; col 6º posto maturato nella Liga, il club ottiene a fine stagione la qualificazione all'Europa League, poi annullata su provvedimento della UEFA.

## Colori e simboli

### Colori
Dopo la fusione del 1933, il C.D. Malacitano indossava maglietta azzurra con rifiniture bianche e pantaloncini bianchi. Dopo la Guerra Civil ci fu un cambio nei colori con la maglietta bianca e i pantaloncini neri.
Nel settembre 1941, con l'inaugurazione dello stadio "La Rosaleda" e il cambio di nome in Club Deportivo Málaga, la squadra indossò maglietta a strisce biancazzurre e pantaloncini neri. Nel corso di quella stessa stagione, il 1941-42, il Málaga adottò come divisa ufficiale definitiva la maglietta biancoblu a strisce verticali e i pantaloncini blu che, con diverse tonalità dovute alla moda di ogni epoca, si è mantenuta fino ad oggi.

## Strutture

### Stadio
La Rosaleda è lo stadio del Málaga C.F. Si trova sulle rive del fiume Guadalmedina e fu inaugurato nel settembre del 1941. Fu ampliato e modificato in occasione dei Mondiali del 1982. Nel 2000 iniziò una lunghissima opera di ricostruzione che si è protratta fino al 2006 e ad oggi la capienza è di 33.000 posti.

## Società

### Sponsor
| Cronologia degli sponsor tecnici - 1981-1986: Adidas - 1986-1988: Massana - 1988-1997: Rasán - 1997-2001: Kelme - 2001-2010: Umbro - 2010-2011: Li Ning - 2011- :Nike | Cronologia degli sponsor ufficiali - 1986-1988: Sur - 1988: Tivoli World - 1988-1989: Alcatel - 1989-1991: Caja de Antequera - 1991-1992: Serme - 1992-1994: Ciudad de Malaga - 1994-1999: Malaga - 1999-2006: Unicaja e Andalusia - 2006-2007: Tesesa - 2007-2008: Unicaja - 2008-2009: Malaga ciudad genial - 2009-2010: williamhill.com - 2011- UNESCO |

### Settore giovanile

#### Da Málaga B ad Atlético Malagueño
Il Málaga B è la squadra filiale del club. Fu fondato nel 1995 e il suo compito principale è quello di forgiare giovani calciatori affinché questi possano un giorno vestire la maglia della prima squadra. In genere ha sempre partecipato a campionati di serie inferiori, ma nella stagione 2003-04 ha debuttato in Segunda División essendo anche la prima squadra filiale andalusa ad arrivare così in alto. Vi rimase per 3 stagioni per poi retrocedere in Segunda B.
Nel 2008 la squadra giovanile ha subito un cambiamento di nome, passando da Málaga B ad Atlético Malagueño per volere del presidente dell'epoca Fernando Sanz Durán, scelta poi confermata ed approvata dal cda. Nel 2010 con l'insediamento del nuovo proprietario, lo sceicco Abdullah Al Thani la compagine giovanile non subisce modifiche, rimanendo all'interno della società con lo stesso nome, con il patron qatariota ben disposto ad attuare investimenti anche in questa squadra per poter portare alto il livello della società andalusa.
La formazione giovanile vive un nuovo periodo di splendore nel 2011, anche perché oltre a completare il proprio campionato al 3º posto riesce a mandare in prima squadra tre giocatori molto importanti per la stagione 2010-2011. A disposizione di Pellegrini arrivano infatti Portillo, Recio, protagonista con la sua nazionale nel mondiale Under 20 in Colombia, e Juanmi, quest'ultimo campione d'Europa con la Spagna Under 19 nell'estate del 2011 in Romania. Mentre nella fase di preparazione alla stagione successiva Pellegrini chiama in prima squadra altri due giovani, Toni e Samu andati rispettivamente a segno contro Al-Rayyan e Xerez
Attualmente la squadra di riserve del Málaga milita nel campionato di Tercera División, più precisamente nel gruppo 9.

## Allenatori e presidenti
- Manuel Olivares (1941-1943)
- Ricardo Zamora (1949-1951)
- Helenio Herrera (1952)
- Sabino Barinaga (1961-1963)
- Zárraga (1964)
- Domènec Balmanya (1964-1965)
- Luis Miró (1965-1966)
- Ernesto Pons (1966-1967)
- Otto Bumbel (1967-1969)
- Zárraga (1969)
- Jenő Kalmár (1970-1972)
- Marcel Domingo (1972-1974)
- Milorad Pavić (1975-1977)
- Otto Bumbel (1977-1978)
- Sebastián Viberti (1978-1980)
- Jenő Kalmár (1978-1980)
- Abdallah Ben Barek (1980-1981)
- Antonio Fernández Benítez (1981-1985, 1986-1987)
- Ladislao Kubala (1987-1988)
- Antonio Fernández Benítez (1988-1990)
- Abdallah Ben Barek (1990-1991)
- Antonio Fernández Benítez (1994-1995)
- José Manuel Díaz Novoa (1996-1997)
- Joaquín Peiró (1º luglio 1998-16 giugno 2003)
- Juande Ramos (1º luglio 2003-14 aprile 2004)
- Gregorio Manzano (2 novembre 2004-11 gennaio 2005)
- Antonio Tapia (12 gennaio 2005-30 gennaio 2006)
- Manolo Hierro (2006)
- Marcos Alonso (2006)
- Juan Muñiz (1º novembre 2006-30 giugno 2008)
- Antonio Tapia (1º luglio 2008-30 giugno 2009)
- Juan Muñiz (1º luglio 2009-30 giugno 2010)
- Jesualdo Ferreira (1º luglio 2010-2 novembre 2010)
- Rafa Gil (interim) (2 novembre 2010-4 novembre 2010)
- Manuel Pellegrini (5 novembre 2010-23 giugno 2013)
- Bernd Schuster (1º luglio 2013-30 giugno 2014)
- Javi Gracia (1º luglio 2014-30 giugno 2016)
- Juande Ramos (1º luglio 2016-16 dicembre 2016)
- Marcelo Romero (16 dicembre 2016-7 marzo 2017)
- Míchel (7 marzo 2017-13 gennaio 2018)
- José Manuel González López (13 gennaio 2018-30 giugno 2018)
- Juan Muñiz (1º luglio 2018-14 aprile 2019)
- Víctor Sánchez (15 aprile 2019-11 gennaio 2020)
- Sergio Pellicer (11 gennaio 2020-31 maggio 2021)
- José Alberto López (1º giugno 2021-25 gennaio 2022)
- Natxo González (27 gennaio 2022-18 settembre 2022)
- Pepe Mel (21 settembre 2022-25 gennaio 2023)
- Sergio Pellicer (25 gennaio 2023- )

- Luis Ramírez Rodríguez (1941-1942)
- José Soriano Alba (1942-1944)
- Francisco Espejo Nevot (1944-1946)
- Manuel Navarro Nogueroles (1946-1950)
- José Luis Estrada Segalerva (1950-1952)
- Agustín Moreno García (1952)
- Mario Canivell Freites (1952-1953)
- José Luis Estrada Segalerva (1953-1958)
- Julio Parres López (1958-1963)
- Juan Moreno de Luna (1963-1969)
- Antonio Rodríguez López (1969-1971)
- Rafael Serrano Carvajal (1971-1975)
- José Ibáñez Narváez (1975-1977)
- Federico Brinkmann Gil (1977-1981)
- Antonio Pérez-Gascón Cobos (1981-1985)
- Eduardo Padilla Díaz (1985-1987)
- Francisco García Anaya (1987-1989)
- José Pardo Requena (1989-1991)
- José Toboso Plaza (1991-1992)
- José Antonio Domínguez (1992-1994)
- Federico Beltrán Galindo (1994-1997)
- Fernando Puche Doña (1997-2001)
- Serafín Roldán Freire (2001-2006)
- Fernando Sanz (2006-2010)
- Abdullah bin Nasser bin Abdullah Al Ahmed Al Thani (2010-2020)
- José María Muñoz Jiménez (2020-)

## Calciatori

### Vincitori di titoli
- Campioni d'Europa

  Santi Cazorla (Polonia-Ucraina 2012)

## Palmarès

### Competizioni nazionali
- Copa Presidente FEF: 1

1940
- Copa Federación: 1

1947
- Segunda División: 4

1951-1952 (gruppo II), 1966-1967 (gruppo II), 1987-1988, 1998-1999
- Segunda División B: 1

1997-1998

### Competizioni regionali
- Trofeo Costa del Sol: 10

1963, 1971, 1974, 2005, 2008, 2010, 2011, 2012, 2015, 2016
- Trofeo Ciudad de Granada: 6

1979, 1984, 1991, 2005, 2018, 2022
- Trofeo de la Vendimia: 3

1965, 2011, 2022
- Trofeo del Olivo: 2

2002, 2011
- Trofeo Ciudad de La Línea: 1

1976
- Trofeo Ramón de Carranza: 1

2016

### Competizioni internazionali
- Coppa Intertoto UEFA: 1

2002

### Competizioni giovanili
- División de Honor Juvenil de Fútbol: 2

2002-2003, 2015-2016

## Statistiche e record

### Partecipazione ai campionati e ai tornei internazionali

#### Campionati nazionali
Dalla stagione 1929-1930 alla 2022-2023 il club ha ottenuto le seguenti partecipazioni ai campionati nazionali:
| Livello | Categoria                             | Partecipazioni | Debutto   | Ultima stagione | Totale |
| ------- | ------------------------------------- | -------------- | --------- | --------------- | ------ |
| 1º      | Primera División                      | 37             | 1949-1950 | 2017-2018       | 37     |
| 2º      | Segunda División                      | 39             | 1934-1935 | 2022-2023       | 39     |
| 3º      | Tercera División / Segunda División B | 13             | 1929-1930 | 1997-1998       | 13     |
| 4º      | Tercera División                      | 2              | 1992-1993 | 1994-1995       | 2      |

#### Tornei internazionali
Alla stagione 2018-2019 il club ha ottenuto le seguenti partecipazioni ai tornei internazionali:
| Categoria                                | Partecipazioni | Debutto   | Ultima stagione |
| ---------------------------------------- | -------------- | --------- | --------------- |
| Coppa dei Campioni/UEFA Champions League | 1              | 2012-2013 | 2012-2013       |
| Coppa UEFA/UEFA Europa League            | 1              | 2002-2003 | 2002-2003       |
| Coppa Intertoto                          | 1              | 2002      | 2002            |

### Statistiche individuali
I giocatori con più presenze nelle competizioni europee sono Roteta, Julio Dely Valdés e Pedro Contreras a quota 16, mentre il miglior marcatore è lo stesso Dely Valdés, con 10 gol.

### Statistiche di squadra
A livello internazionale la miglior vittoria è per 3-0, ottenuta per tre volte: contro l'Anderlecht e contro lo Zenit San Pietroburgo nella fase a gruppi della 2012-2013, e contro il Gent nel terzo turno della Coppa Intertoto 2002, mentre la peggior sconfitta è un 3-2 subito contro il Borussia Dortmund nei quarti della stessa edizione di Champions League.
Il club detenne per otto anni il record del gol più veloce nella storia della Primera División: Darío Silva il 10 dicembre 2000 riuscì a spedire la palla in rete dopo soli 7 secondi dall'inizio di una partita contro il Real Valladolid, e tra l'altro erano stati gli avversari a battere il calcio d'inizio.

## Rosa 2024-2025
Aggiornata al 27 novembre 2024.
| N. |                    | Ruolo | Calciatore      |
| -- | ------------------ | ----- | --------------- |
| 1  | Spagna (bandiera)  | P     | Alfonso Herrero |
| 2  | Spagna (bandiera)  | D     | Jokin Gabilondo |
| 3  | Marocco (bandiera) | D     | Carlos Puga     |
| 4  | Spagna (bandiera)  | D     | Einar Galilea   |
| 5  | Spagna (bandiera)  | D     | Álex Pastor     |
| 6  | Spagna (bandiera)  | C     | Ramón Enríquez  |
| 7  | Marocco (bandiera) | C     | Haitam Abaida   |
| 8  | Spagna (bandiera)  | C     | Juanpe          |
| 9  | Croazia (bandiera) | A     | Roko Baturina   |
| 10 | Spagna (bandiera)  | C     | David Larrubia  |
| 11 | Spagna (bandiera)  | C     | Kevin Villodres |
| 12 | Spagna (bandiera)  | C     | Manu Molina     |
| 13 | Spagna (bandiera)  | P     | Carlos López    |
| 14 | Spagna (bandiera)  | D     | Víctor García   |

| N. |                       | Ruolo | Calciatore      |
| -- | --------------------- | ----- | --------------- |
| 15 | Mali (bandiera)       | D     | Moussa Diarra   |
| 16 | Spagna (bandiera)     | D     | Diego Murillo   |
| 17 | Spagna (bandiera)     | A     | Dioni           |
| 18 | Spagna (bandiera)     | D     | Dani Sánchez    |
| 19 | Spagna (bandiera)     | C     | Luismi          |
| 20 | Portogallo (bandiera) | D     | Nélson Monte    |
| 21 | Francia (bandiera)    | C     | Yanis Rahmani   |
| 22 | Spagna (bandiera)     | C     | Dani Lorenzo    |
| 23 | Spagna (bandiera)     | C     | Luca Sangalli   |
| 24 | Spagna (bandiera)     | C     | Julen Lobete    |
| 25 | Spagna (bandiera)     | A     | Sergio Castel   |
| 26 | Spagna (bandiera)     | C     | Antonio Cordero |
| 29 | Spagna (bandiera)     | C     | Izan Merino     |
| 35 | Irlanda (bandiera)    | C     | Aarón Ochoa     |

## Rosa 2023-2024
Aggiornata al 4 gennaio 2024.
| N. |                    | Ruolo | Calciatore      |
| -- | ------------------ | ----- | --------------- |
| 1  | Spagna (bandiera)  | P     | Alfonso Herrero |
| 2  | Spagna (bandiera)  | D     | Jokin Gabilondo |
| 3  | Marocco (bandiera) | D     | Bilal Ouacharaf |
| 4  | Spagna (bandiera)  | D     | Einar Galilea   |
| 5  | Spagna (bandiera)  | D     | Juande Rivas    |
| 6  | Spagna (bandiera)  | C     | Ramón Enríquez  |
| 7  | Marocco (bandiera) | C     | Haitam Abaida   |
| 8  | Spagna (bandiera)  | C     | Juanpe          |
| 9  | Spagna (bandiera)  | A     | Loren Zúñiga    |
| 10 | Spagna (bandiera)  | C     | David Larrubia  |
| 11 | Spagna (bandiera)  | C     | Kevin Villodres |
| 12 | Spagna (bandiera)  | C     | Manu Molina     |
| 13 | Spagna (bandiera)  | P     | Carlos López    |

| N. |                       | Ruolo | Calciatore             |
| -- | --------------------- | ----- | ---------------------- |
| 14 | Spagna (bandiera)     | D     | Víctor García          |
| 15 | Mali (bandiera)       | D     | Moussa Diarra          |
| 16 | Spagna (bandiera)     | C     | Genaro Rodríguez       |
| 17 | Spagna (bandiera)     | A     | Dioni                  |
| 18 | Spagna (bandiera)     | D     | Dani Sánchez           |
| 19 | Spagna (bandiera)     | A     | Roberto Fernández Jaén |
| 20 | Portogallo (bandiera) | D     | Nélson Monte           |
| 21 | Spagna (bandiera)     | C     | Juan Hernández         |
| 22 | Spagna (bandiera)     | C     | Dani Lorenzo           |
| 23 | Spagna (bandiera)     | D     | Luca Sangalli          |
| 25 | Spagna (bandiera)     | A     | Diego Murillo          |
| 26 | Marocco (bandiera)    | C     | Antonio Cordero        |
| 27 | Spagna (bandiera)     | C     | Jesús Martín           |

## Rosa 2022-2023
Aggiornata all'8 febbraio 2023.
| N. |                           | Ruolo | Calciatore      |
| -- | ------------------------- | ----- | --------------- |
| 1  | Spagna (bandiera)         | P     | Manolo Reina    |
| 2  | Inghilterra (bandiera)    | C     | Arvin Appiah    |
| 3  | Spagna (bandiera)         | D     | Javi Jiménez    |
| 4  | Spagna (bandiera)         | D     | Unai Bustinza   |
| 5  | Spagna (bandiera)         | D     | Juande Rivas    |
| 6  | Spagna (bandiera)         | C     | Ramón Enríquez  |
| 7  | Costa d'Avorio (bandiera) | C     | Lago Júnior     |
| 8  | Spagna (bandiera)         | C     | Luis Muñoz      |
| 9  | Spagna (bandiera)         | A     | Fran Sol        |
| 10 | Spagna (bandiera)         | C     | Aleix Febas     |
| 11 | Spagna (bandiera)         | A     | Álex Gallar     |
| 12 | Argentina (bandiera)      | A     | Pablo Chavarría |
| 13 | Spagna (bandiera)         | P     | Rubén Yáñez     |
| 15 | Ghana (bandiera)          | D     | Lumor           |

| N. |                      | Ruolo | Calciatore         |
| -- | -------------------- | ----- | ------------------ |
| 16 | Spagna (bandiera)    | C     | Genaro Rodríguez   |
| 17 | Spagna (bandiera)    | D     | Julián Delmás      |
| 18 | Senegal (bandiera)   | C     | Alfred N'Diaye     |
| 19 | Spagna (bandiera)    | C     | Jozabed Sánchez    |
| 20 | Argentina (bandiera) | D     | Esteban Burgos     |
| 21 | Spagna (bandiera)    | C     | Fran Villalba      |
| 22 | Angola (bandiera)    | D     | Jonás Ramalho      |
| 23 | Spagna (bandiera)    | C     | Alberto Escassi    |
| 24 | Spagna (bandiera)    | A     | Rubén Castro       |
| 28 | Mali (bandiera)      | A     | Issa Fomba         |
| 29 | Spagna (bandiera)    | A     | Loren Zúñiga       |
| 34 | Marocco (bandiera)   | C     | Haitam Abaida      |
| 39 | Spagna (bandiera)    | A     | Cristian Gutiérrez |

## Rosa 2020-2021
Rosa aggiornata al 3 aprile 2021.
| N. |                       | Ruolo | Calciatore         |
| -- | --------------------- | ----- | ------------------ |
| 1  | Spagna (bandiera)     | P     | Juan Soriano       |
| 2  | Venezuela (bandiera)  | D     | Josua Mejías       |
| 4  | Spagna (bandiera)     | D     | David Lombán       |
| 5  | Spagna (bandiera)     | D     | Juande Rivas       |
| 7  | Spagna (bandiera)     | C     | Cristian Rodríguez |
| 8  | Spagna (bandiera)     | C     | Luis Muñoz         |
| 9  | Portogallo (bandiera) | A     | Orlando Sá         |
| 10 | Spagna (bandiera)     | C     | Jairo Samperio     |
| 11 | Spagna (bandiera)     | A     | Joaquín Muñoz      |
| 12 | Argentina (bandiera)  | A     | Pablo Chavarría    |
| 13 | Spagna (bandiera)     | P     | Dani Barrio        |
| 14 | Serbia (bandiera)     | A     | Stefan Šćepović    |
| 17 | Francia (bandiera)    | A     | Yanis Rahmani      |
| 18 | Spagna (bandiera)     | D     | Matos              |

| N. |                      | Ruolo | Calciatore          |
| -- | -------------------- | ----- | ------------------- |
| 19 | Spagna (bandiera)    | C     | Jozabed Sánchez     |
| 20 | Spagna (bandiera)    | A     | Caye Quintana       |
| 21 | Spagna (bandiera)    | D     | Iván Calero         |
| 22 | Venezuela (bandiera) | D     | Alexander González  |
| 23 | Spagna (bandiera)    | C     | Alberto Escassi     |
| 24 | Algeria (bandiera)   | C     | Mohamed Benkhemassa |
| 26 | Spagna (bandiera)    | D     | Ismael Casas        |
| 28 | Spagna (bandiera)    | D     | Alejandro Benítez   |
| 29 | Argentina (bandiera) | P     | Gonzalo Crettaz     |
| 30 | Spagna (bandiera)    | C     | Ramón Enríquez      |
| 31 | Marocco (bandiera)   | A     | Hicham Boussefiane  |
| 33 | Spagna (bandiera)    | D     | Cristo Romero       |
| 34 | Spagna (bandiera)    | A     | Julito Martínez     |
| 39 | Spagna (bandiera)    | C     | David Larrubia      |

## Rosa 2018-2019
Rosa aggiornata al 29 gennaio 2019.
| N. |                       | Ruolo | Calciatore             |
| -- | --------------------- | ----- | ---------------------- |
| 1  | Marocco (bandiera)    | P     | Munir                  |
| 2  | Serbia (bandiera)     | D     | Rajko Brežančić        |
| 3  | Spagna (bandiera)     | D     | Diego González         |
| 4  | Spagna (bandiera)     | D     | Luis Hernández         |
| 5  | Spagna (bandiera)     | D     | Pau Torres             |
| 6  | Algeria (bandiera)    | C     | Mehdi Lacen            |
| 7  | Spagna (bandiera)     | D     | Juankar                |
| 8  | Spagna (bandiera)     | C     | Adrián González        |
| 9  | Argentina (bandiera)  | A     | Gustavo Blanco Leschuk |
| 10 | Spagna (bandiera)     | C     | Iván Alejo             |
| 11 | Portogallo (bandiera) | A     | Renato Santos          |
| 12 | Spagna (bandiera)     | D     | Miguel Cifuentes       |
| 13 | Argentina (bandiera)  | P     | Axel Werner            |
| 14 | Marocco (bandiera)    | C     | Badr Boulahroud        |
| 15 | Uruguay (bandiera)    | D     | Federico Ricca         |

| N. |                           | Ruolo | Calciatore       |
| -- | ------------------------- | ----- | ---------------- |
| 16 | Ucraina (bandiera)        | A     | Yevhen Seleznyov |
| 17 | Spagna (bandiera)         | A     | Javier Ontiveros |
| 18 | Spagna (bandiera)         | D     | David Lombán     |
| 20 | Spagna (bandiera)         | C     | Erik Morán       |
| 21 | Senegal (bandiera)        | C     | Alfred N'Diaye   |
| 22 | Spagna (bandiera)         | A     | Daniel Pacheco   |
| 23 | Spagna (bandiera)         | D     | Miguel Torres    |
| 24 | Costa d'Avorio (bandiera) | A     | Mamadou Koné     |
| 25 | Polonia (bandiera)        | P     | Paweł Kieszek    |
| 28 | Spagna (bandiera)         | C     | Álex Mula        |
| 29 | Spagna (bandiera)         | D     | Iván Rodríguez   |
| 30 | Scozia (bandiera)         | A     | Jack Harper      |
| 35 | Albania (bandiera)        | C     | Keidi Bare       |
|    | Turchia (bandiera)        | P     | Cenk Gönen       |